# Bolostromoides summorum
Genre
Espèce
Bolostromoides summorum, unique représentant du genre Bolostromoides, est une espèce d'araignées mygalomorphes de la famille des Cyrtaucheniidae.

## Distribution
Cette espèce est endémique du Venezuela.

## Publication originale
- Schiapelli & Gerschman, 1945 : Parte descriptiva. in Vellard, Schiapelli & Gerschman, Arañas sudamericanas colleccionadas por el Doctor J. Vellard. I. Theraphosidae nuevas o poco conocidas. Acta Zoologica Lilloana, vol. 3, p. 165-213.